# Cochems kejserliga slott

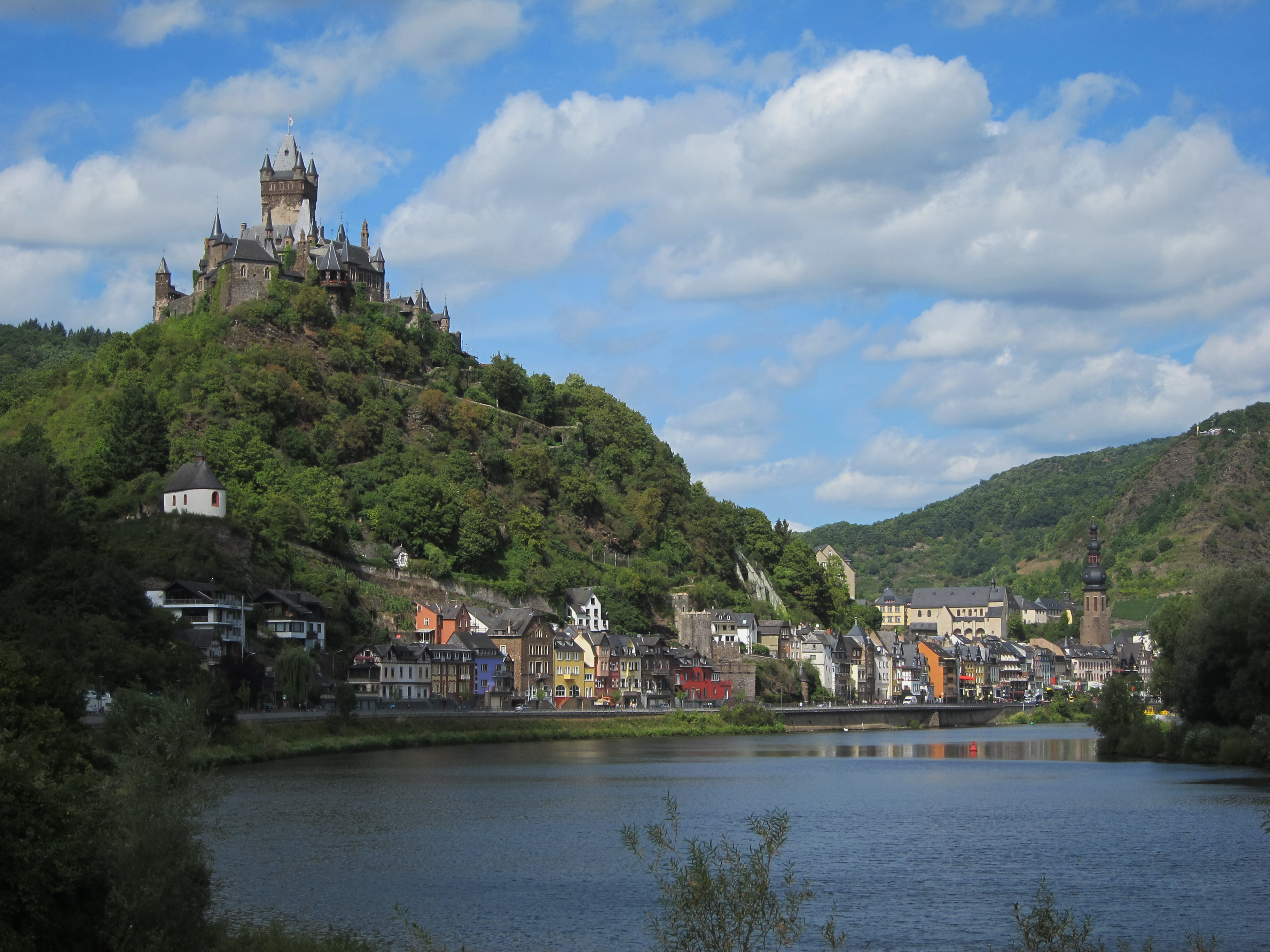
Vy över staden Cochem, med borgen på berget vid floden Mosel.

Cochems kejserliga slott eller Cochems riksborg, tyska: Reichsburg Cochem, är en restaurerad medeltida borganläggning i staden Cochem i det tyska förbundslandet Rheinland-Pfalz. Borgen utgör stadens främsta landmärke och står på toppen av ett berg ovanför staden, vid floden Mosel. 
Anläggningen uppfördes omkring början av 1100-talet som en tullborg som kontrollerade floden Mosel och lydde under pfalzgrevarna vid Rhen. Den erövrades av kung Konrad III av Tyskland 1151, och blev därefter en kejserlig riksborg. 1294 pantsattes den av kung Adolf av Nassau till Bohemond I, ärkebiskop av Trier. Från denna tid tillhörde borgen Kurfurstendömet Trier, och utvidgades och byggdes om under furstärkebiskoparna från 1300-talet fram till 1500-talet. Den förblev dock en viktig stödpunkt i Tysk-romerska rikets försvar, och kejsaren behöll rätten att vid behov stationera trupper här. Borgen erövrades 1688 av franska trupper under marskalk Louis-François de Boufflers, i samband med Pfalziska tronföljdskriget. Efter att hela staden intagits 1689 förstördes borgen genom sprängning av fransmännen, i likhet med många andra befästningar i Moseldalen. 
Borgen renoverades från 1868 till 1877 i nygotisk historicistisk stil på beställning av Berlinköpmannen och geheimekommersrådet Louis Fréderic Jacques Ravené, och är ett av de främsta exemplen på sådana renoverade borgar. Borgen är idag skyddat kulturminnesmärke och museum.